# Dicladocerus westwoodii
Dicladocerus westwoodii är en stekelart som beskrevs av John Obadiah Westwood 1832. Dicladocerus westwoodii ingår i släktet Dicladocerus och familjen finglanssteklar. Arten är reproducerande i Sverige. Inga underarter finns listade i Catalogue of Life.